# Čistá kultura (biologie)
Čistá kultura je biologický pojem, kterým se rozumí pomnožení jedné buňky nejčastěji in vitro. Zkumavka či Petriho miska pak obsahuje pouze buňky jednoho druhu. Kultivačními médii čistých kultur se zabýval německý lékař Koch, který vytvořil postup pro identifikaci mikroorganizmů, právě s využitím čisté kultury (viz Kochovy postuláty).